# Puy-Saint-Martin
Puy-Saint-Martin är en kommun i departementet Drôme i regionen Auvergne-Rhône-Alpes i sydöstra Frankrike. Kommunen ligger i kantonen Crest-Sud som tillhör arrondissementet Die. År 2022 hade Puy-Saint-Martin 834 invånare.

## Befolkningsutveckling
Antalet invånare i kommunen Puy-Saint-Martin
Referens:INSEE